# Chamartín (Ávila)
Chamartín es un municipio y localidad española de la provincia de Ávila, en la comunidad autónoma de Castilla y León. El término municipal tiene una extensión de 15,45 km² y una población de 62 habitantes (INE 2024). La localidad está situada a 1197 m sobre el nivel del mar. La principal característica del municipio es la existencia de los restos de un poblado vetón, el Castro de la Mesa de Miranda, datado aproximadamente en los siglos VI a II a. C., siendo uno de los más importantes de la cultura celta en España. En la actualidad este poblado, de 30 hectáreas de extensión, ha sido rehabilitado para la visita del público.

## Toponimia
Para conocer el origen del topónimo Chamartín se ha de partir necesariamente de una forma antigua Echamartín (documentado como tal, así en 1247). En este nombre, como en otros muchos del mismo tipo, como Chaherrero (Ávila), Robledo de Chavela (Madrid), Chagarcía Medianero (Salamanca) etc., nos encontramos con la forma castellana (Echa, posteriormente Cha por aféresis, del nombre propio vasco-navarro Aita «padre», muy frecuente en la Edad Media castellana. Así pues, nos hallamos ante nombre propios de antiguos dueños de haciendas como en tantos otros casos.

## Símbolos

Escudo de Chamartín.

El escudo heráldico y la bandera que representan al municipio fueron aprobados oficialmente el 18 de enero de 2002. El escudo se blasona de la siguiente manera:

Escudo de forma española. En campo de azur, un toro o verraco de plata terrazado de peñas de oro. Al timbre, corona real de España.
Boletín Oficial de Castilla y León nº 36 de 20 de febrero de 2002

La descripción textual de la bandera es la siguiente:

«Bandera rectangular, de proporción 1:2, de gules o roja, con el escudo municipal en sus esmaltes y colores en su centro.»
Boletín Oficial de Castilla y León nº 36 de 20 de febrero de 2002

## Geografía
Está situado en las faldas de la sierra de Ávila. La localidad está situada a una altitud de 1197 m sobre el nivel del mar.
| Noroeste: Solana de Rioalmar | Norte: Grandes y San Martín | Noreste: Brabos                |
| Oeste: Cillán                |                             | Este: Gallegos de Altamiros    |
| Suroeste: Cillán             | Sur: Narrillos del Rebollar | Sureste: Gallegos de Altamiros |

## Historia
A mediados del siglo XIX, el lugar contaba con una población censada de 64 habitantes. La localidad aparece descrita en el séptimo volumen del Diccionario geográfico-estadístico-histórico de España y sus posesiones de Ultramar de Pascual Madoz de la siguiente manera:

CHAMARTIN: l. con ayunt. de la prov., part jud., adm. de rent. y dióc de Avila (4 leg.), aud. terr. de Madrid (20), c. g. de Castilla la Vieja (Valladolid 21): sit. en un cerro y rodeado de piedras en ladera; le combate en general el viento N., y su clima es propenso á calenturas estacionales: tiene 50 casas pequeñas y de mala distribucion interior, 16 pajares, 8 calles, una plaza, casa de ayunt. la que sirve de cárcel y fragua, dos fuentes de buenas aguas, escuela de instruccion primaria comun á ambos sexos, á la que concurren de 20 á 30 alumnos que se hallan bajo la direccion de un maestro sin examinar, dotado con 8 fan. de centeno pagadas por los padres de los alumnos, y una igl. parr. (Ntra. Sra de la Concepcion) servida por un párroco, cuyo curato es de primer ascenso de presentacion de S. M. en los meses apostólicos, y del ob. en los ordinarios: tiene por anejo á Gallegos de Altamiros; el cementerio está en parage que no ofende la salud pública: se estiende el térm., con inclusion del llamado de Muñocher y deh. de Miranda que se hallan bajo su jurisd, 3/4 de leg. de N. á S., 1/2 de E. á O. y 2 de circunferencia, y confina N. y E. Altamiros; S. Benitos, y O. Cillan: se compone de 2,500 obradas de á 400 estadales de á 15 cuartas castellanas cada uno, de los cuales han sido desamortizadas en esta época constitucional 1,010 obradas que tiene la deh. de Miranda que fué propia del cabildo cated. de Avila. El terreno es todo de monte, pues ocupa parte de la denominada sierra de Gorriá que forma cord., y es una de las que componen las llamadas sierras de Avila, flojo, pedregoso, y en lo general de secano; produciendo próximamente en la proporcion de 6 por 1; se cultivan 4 obradas de regadío que producen todos los años patatas y otras legumbres, 12 de id. de segunda calidad y secano, 630 id. de tercera, unas y otras se siembran de tres en tres años; hay ademas 14 obradas de prados de primera calidad, 30 de segunda y 24 de tercera, 1,220 de tierra posia ocupada de monte de encina alto y bajo, 540 de cortos pastos, y las 26 restantes absolutamente inútil por estar ocupada de peñascos y guijarrales; brotan varios manantiales que se utilizan para el riego de algunos huertecillos y el uso de los ganadoa. caminos: los que dirigen á los pueblos limitrofes en mediano estado. El correo se recibe de Avila. prod.: trigo, centeno, algarrobas, patatas, bellotas, algunos garbanzos, lino, leña y pastos, la mayor cosecha centeno y patatas; mantiene ganado lanar, cabrio, vacuno, asnal y de cerda; cria caza de conejos, perdices, lobos y zorras. ind.: agricultura y algunos telares de lienzo. comercio: esportacion de lo sobrante á los mercados y ferias de Avila, é importacion de los art. de vestir de que carecen los vec. pobl.: 17 vec., 64 alm. cap. prod.: 477,250 rs. imp.: 19,090. ind. y fabril: 500. contr.: 2,020 y 22 mrs. El presupuesto municipal asciende á 904 rs. que se cubren con el prod. de propios y por reparto vecinal.
(Madoz, 1847, pp. 296-297)

## Demografía
Chamartín cuenta con una población de 62 habitantes (INE 2024).
| Gráfica de evolución demográfica de Chamartín entre 1842 y 2021                                                       |
| |
| Población de derecho según los censos de población del INE. Población de hecho según los censos de población del INE. |

## Cultura

### Fiestas
Las principales fiestas son el primer fin de semana de octubre. Son las Fiestas Patronales y se celebran en honor a Nuestra Señora del Rosario.
El 8 de diciembre se celebra el día de la Inmaculada Concepción.
Las fiestas de verano se organizan por la Asociación Cultural Atalaya y son habitualmente el primer fin de semana de agosto. A mediados del mismo mes se celebra, desde 2005, el Festival Vettón de Lugnasad con mercadillos artesanales, talleres y actividades para mayores y pequeños alrededor del Castro de la Mesa de Miranda y del Aula Arqueológica.

## Monumentos y lugares de interés

### Castro de la Mesa de Miranda
El Castro de la Mesa de Miranda es un asentamiento vetón descubierto a principios del siglo XX y catalogado por el arqueólogo Juan Cabré en la década de los treinta.
El castro ocupa una superficie aproximada de 30 ha en la zona conocida como la Mesa de Miranda. Está situado en un terreno natural alto, desde el cual se controla un amplio terreno desde una posición fácilmente defendible. Consta de tres recintos: Castillo Bajero de forma rectangular con 1.303 m de perímetro amurallado, se le adosa por el sur el segundo recinto Castillo Cimero con forma de trapecio y 1.176 m de perímetro.
Ambos recintos están comunicados por sendas puertas flanqueadas por torres. El tercer recinto flanquea a los dos anteriores por la zona Este, por las dimensiones de este tercer recinto se cree que pudiera ser un encerradero de ganados.
En conjunto el castro se halla defendido por una muralla de 2832 m de longitud y unos 5 m de anchura media, construida a base de grandes bloques de piedra. El emplazamiento no es el habitual en este tipo de poblados ya que está desprotegido por los flancos sur y este, aunque en el nornoreste está levantado sobre una pendiente muy pronunciada. Esta especial situación pudo verse determinada porque la zona sur y este dan a la sierra, y la zona norte y noreste hacia las llanuras, que podrían ser la zona realmente más conflictiva.
Asegurarse una buena defensa fue, pues, el objetivo de las gentes del poblado, que más que ser un pueblo guerrero era un pueblo que temía el ataque de otro. A medida que los enemigos se fortalecían los castros se fueron fortificando y rodeándose de campos de piedras hincadas. Este tipo de defensa era muy útil para frenar los ataques que se hacían a caballo.
Según se deduce de las excavaciones realizadas en la zona la necrópolis data del siglo III a. C. hasta entrado el siglo III, hasta entonces hubo enterramientos. La muralla hubo de construirse a finales del siglo III a. C. o principios del siglo IV a. C.
El recinto está bajo la protección de la Declaración genérica del Decreto de 22 de abril de 1949, y la Ley 16/1985 sobre el Patrimonio Histórico Español. En total se trata de un recinto de más de 30 ha propiedad en el 90 % del Ministerio de Cultura, aunque gestionado por la Junta de Castilla y León.
El castro, que ha sido restaurado recientemente, posee diversos recintos y una extensa necrópolis cuyos ajuares fueron catalogados por Cabré. En 2004 se abrió al público con itinerarios e información gráfica. La muralla es la mejor conservada de todos los castros de la provincia.
Esta es la reproducción de como fue el Castro de la Mesa de Miranda con sus tres recintos y la necrópolis de la Osera.

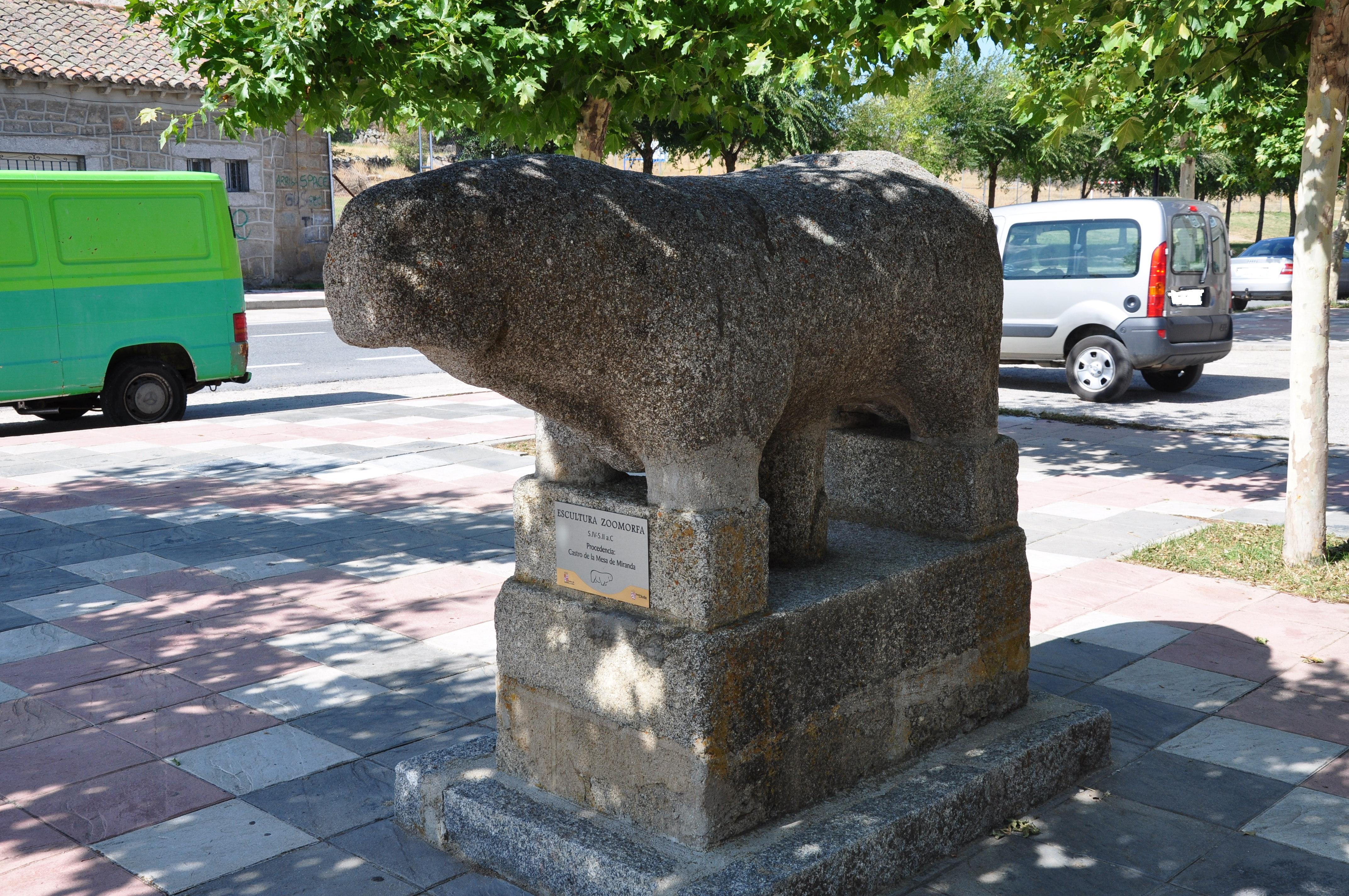
Verraco procedente del Castro de la Mesa de Miranda

Es una zona fría de canchales graníticos de tierras aptas solo para pastos por lo que sus gentes han sido siempre ganaderas. Es un emplazamiento ciertamente estratégico con agua abundante y fácilmente defendible de cualquier ataque exterior.
El yacimiento lo constituyen el poblado fortificado, como área de vivienda y la necrópolis correspondiente. Al castro se asocia la necrópolis de La Osera -nada más entrar al recinto a la izquierda- con sus cipos funerarios y los restos de un túmulo bien conservados.
Con un sistema defensivo de triple muralla y campos de piedras hincadas situados estratégicamente, impresiona la extensión del poblado ( 30 ha ), cuyo carácter defensivo se nos va mostrando a medida que recorremos el itinerario marcado -que aconsejamos seguir - y nos adentramos en este hacia el norte.
El primer recinto era el destinado a las viviendas y los edificios públicos, de los que apenas se han encontrado restos.
Algunas teorías sostienen que el Recinto III fue levantado para reforzar las defensas ante la llegada de los romanos. Esto se basa en que fue construido a grandes velocidades, ya que está situado encima de la zona de enterramientos, a lo que los vettones rendían gran culto.
La necrópolis fue excavada en los años treinta. Se excavaron más de dos mil tumbas de diversa tipología, pero todas de incineración, con diversas agrupaciones, con estelas y estructuras tumulares; una de ellas, probablemente de un gran personaje, se respetó al construir el tercer recinto y se incluyó en un espacio adecuado en el interior de la muralla. Las tumbas contenían vistosos ajuares que se guardan el Museo Arqueológico Nacional. Hay un inventario de todas ellas.
Según se deduce de las excavaciones realizadas en la zona la necrópolis data del siglo III antes de Cristo hasta entrado el siglo III, hasta entonces hubo enterramientos. La muralla hubo de construirse a finales del siglo III o principios del IV.